# Sint-Michielskerk (Luxemburg)

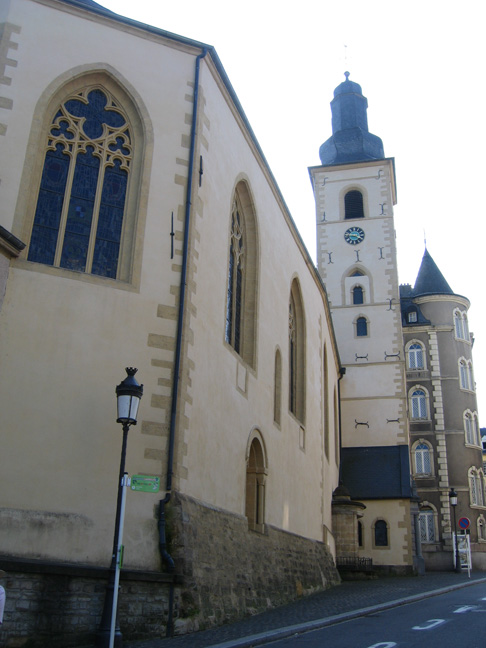
De Sint-Michielskerk staat op de oudste christelijk-religieuze locatie van de stad Luxemburg

De Sint-Michielskerk  (Luxemburgs: Méchelskierch; Frans: Église Saint-Michel; Duits: Sankt Michaelskirche) is een Rooms-Katholiek kerkgebouw in de stad Luxemburg. De kerk is gelegen aan de Vismarkt in de centrale wijk Ville Haute.
De kerk is de oudste resterende christelijke-religieuze locatie van de stad Luxemburg.  De eerste kerk op deze plaats werd gebouwd als kasteelkapel voor de graaf van Luxembourg. Alhoewel doorheen de eeuwen de kerk verschillende malen zwaar werd beschadigd tot zelfs vernietigd, werd ze telkens herbouwd en gerenoveerd. Het huidige gebouw dateert van 1688 en verenigt romaanse en baroke architectuur, voorafgaand aan de nationale moselliaanse baroke stijl.  Het gebouw is sindsdien verschillende malen gerestaureerd en behield aldus zijn originele vormgeving. De meest recente restauraties dateren van de jaren 1960 en 1980 en 2003–2004.

## Wetenswaardigheden
Op de zuidelijke hoek van de toren kan men (ter hoogte van de klokgaten) een kanonsbal zien die volgens de overlevering door Sint-Michiel werd tegengehouden ter bescherming van de stad.